# Andrzej Stelmach
Andrzej Stelmach est un joueur polonais de volley-ball né le 15 août 1972 à Strzegom (Pologne). Il mesure 2,00 m et joue passeur. Il totalise 306 sélections en équipe de Pologne.

## Biographie
Il est le frère de Krzysztof Stelmach, ancien joueur international polonais de volley-ball (réceptionneur-attaquant, 274 sélections).

## Clubs
| Club               | De        | À         |
| ------------------ | --------- | --------- |
| Chełmiec Wałbrzych | 1989-1990 | 1989-1990 |
| AZS Częstochowa    | 1990-1991 | 1996-1997 |
| Pallavolo Padoue   | 1997-1998 | 1998-1999 |
| Piemonte Volley    | 1999-2000 | 1999-2000 |
| Ferrare Volley     | 2000-2001 | 2000-2001 |
| AZS Częstochowa    | 2001-2002 | 2001-2002 |
| Płomień Sosnowiec  | 2002-2003 | 2002-2003 |
| Skra Bełchatów     | 2003-2004 | 2005-2006 |
| AZS Częstochowa    | 2006-2007 | 2008-2009 |
| Siatkarz Wieluń    | 2009-2010 | 2010-2011 |
| AZS Olsztyn        | 2011-2012 | 2011-2012 |
| AZS Częstochowa    | 2012-2013 | 2012-2013 |
| MKS MOS Będzin     | 2013-2014 | 2013-2014 |

## Palmarès
- Coupe des Coupes
  - Finaliste : 2000
- Championnat de Pologne (6)
  - Vainqueur : 1993, 1994, 1995, 1997, 2005, 2006
  - Finaliste : 1991, 1992, 2008
- Coupe de Pologne (3)
  - Vainqueur : 2005, 2006, 2008
  - Finaliste : 2004
- Supercoupe d'Italie (1)
  - Vainqueur : 1999